# São Mateus do Maranhão
São Mateus do Maranhão est une municipalité brésilienne située dans l'État du Maranhão.